# Alexander Kähler (Moderator)

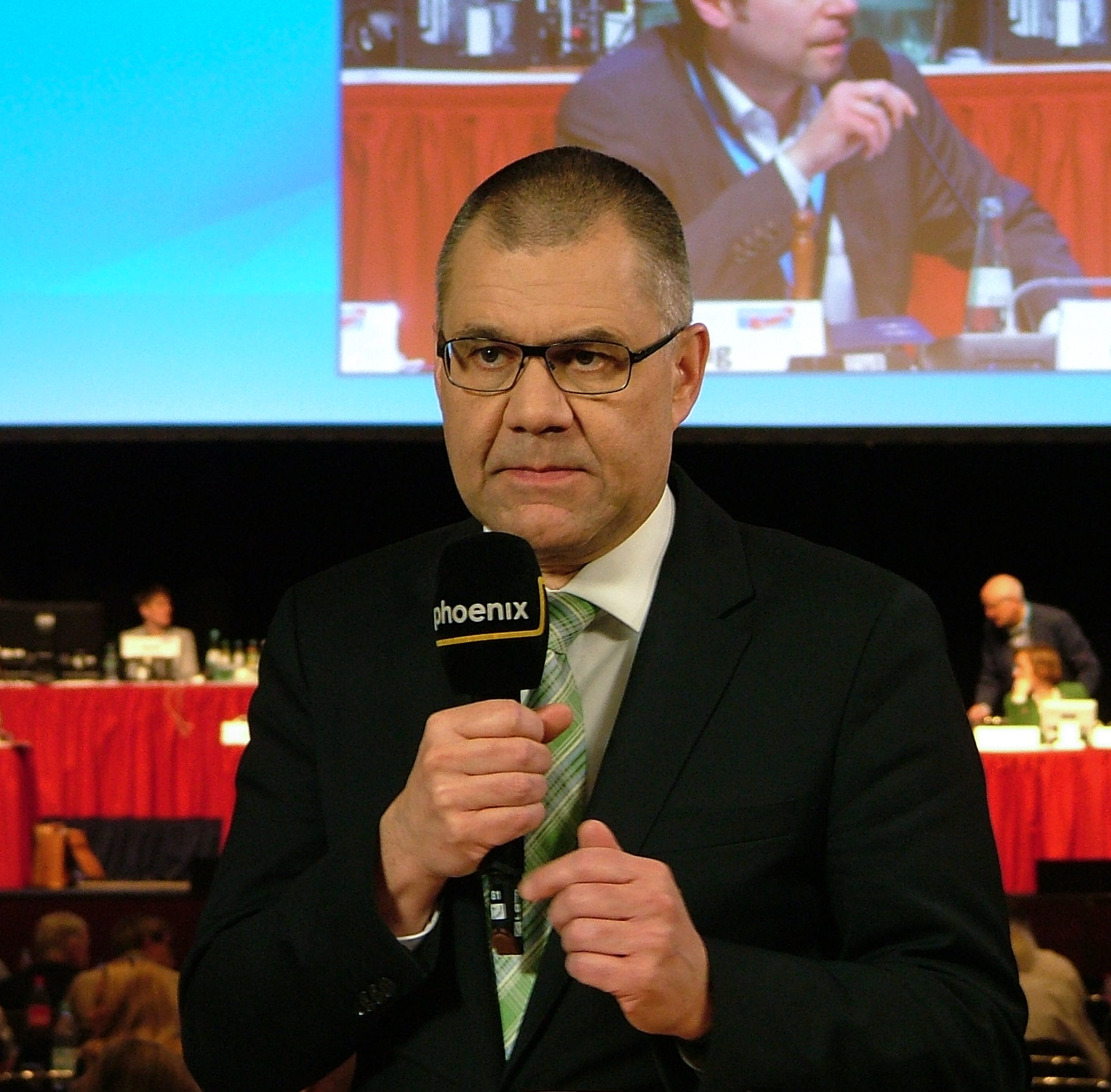
Alexander Kähler (2017)

Alexander Kähler (* 19. März 1960 in Fürth) ist ein deutscher Redakteur und Fernsehmoderator. 

## Leben und Wirken
Kähler studierte an der Universität Bamberg und der Ludwig-Maximilians-Universität München Geschichte und Volkswirtschaft. Seit 1988 arbeitete er in verschiedenen Positionen beim ZDF, seit 1997 ist er für den Fernsehsender Phoenix tätig. Kähler war von Januar 2001 bis Februar 2021 stellvertretender Phoenix-Programmgeschäftsführer bzw. von 2004 bis 2005 amtierender Programmgeschäftsführer des Senders. Er war u. a. Moderator von Wahlberichterstattungen, führte Interviews in der Sendung Im Dialog und ist einer der Gesprächsleiter im Diskussionsformat Phoenix Runde.

## Filme
- 1990 Alexander Kähler, Alois Theisen: Stasi-Terror im Auftrag der Partei. Dokumentarfilm, Ausstrahlung am 3. Juli 1990 im ZDF.[2]